# Leo Frobenius

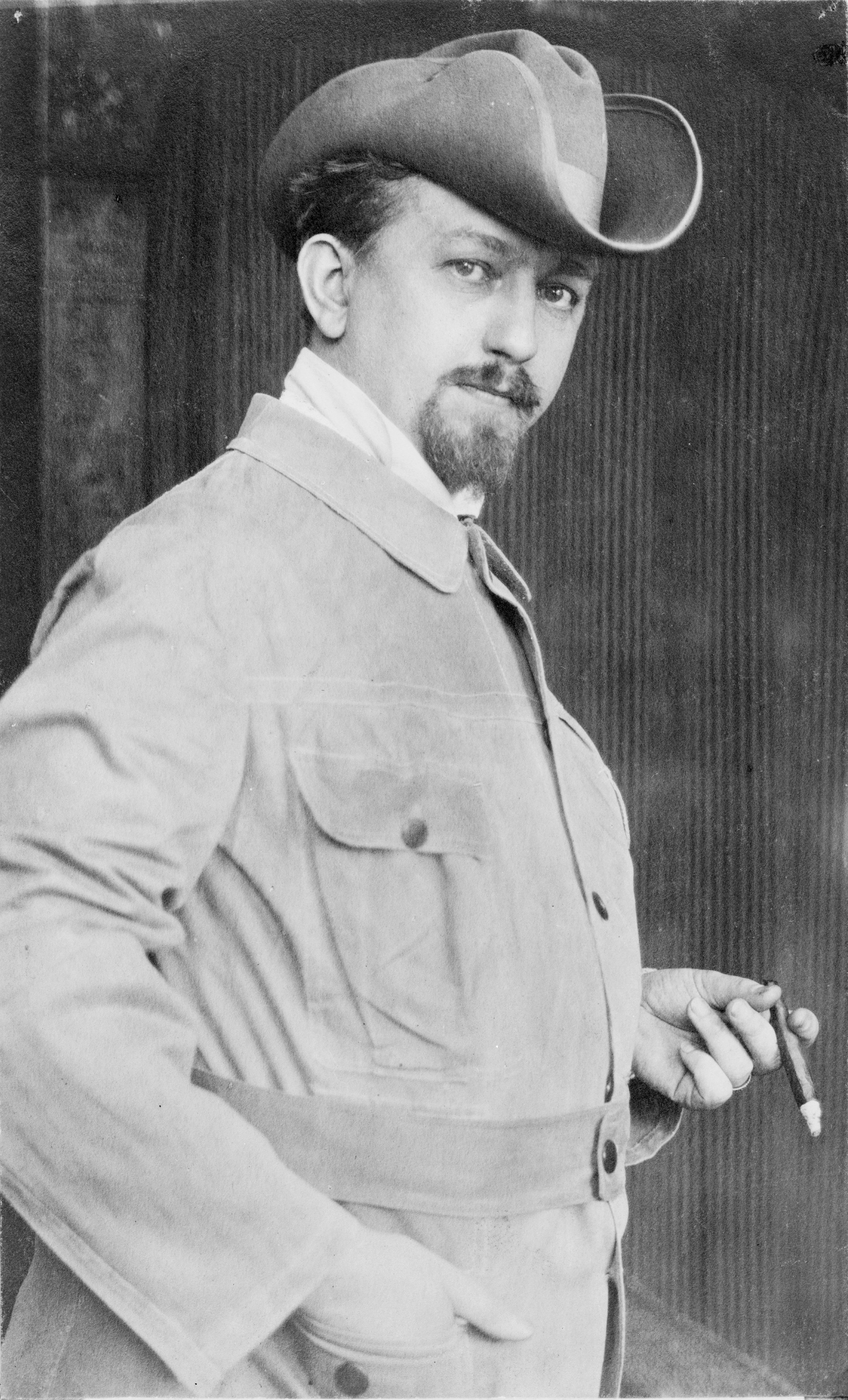
Leo Frobenius

Leo Frobenius (Berlijn, 29 juni 1873 - Biganzolo, 9 augustus 1938) was een Duitse antropoloog.

## Levensloop
Leo Frobenius groeide op als zoon van een Pruisische officier. Zijn grootvader was directeur van een dierentuin in Berlijn.
In zijn jeugd was Frobenius enigszins ongedurig. Voortijdig verliet hij het gymnasium om een handelsopleiding te gaan volgen. 
Al vroeg hield hij zich als autodidact bezig met de volkenkunde. Af en toe werkte hij als onbetaalde kracht bij verschillende musea. In1898 richtte hij in München zijn "Afrika-Archiv" op, dat hij later omdoopte in "Institut für Kulturmorphologie". 
In datzelfde jaar verscheen zijn essay (Aufsatz) over de oorsprong van de Afrikaanse cultuur. Daarmee gaf hij de aanzet tot de Kulturkreislehre. Omdat deze in zijn ogen te mechanistisch was zou Frobenius er later afstand van nemen.
Van 1904 tot 1935 organiseerde hij verschillende onderzoeksexpedities naar Afrika (D.I.A.F.E.= Deutsche Inner-Afrikanische Forschungsexpedition), in het bijzonder naar Togo, Tunesië, Zambia, Soedan en Belgisch-Congo. Hij publiceerde veel geschriften, waaronder een omvangrijke verzameling van Afrikaanse volksverhalen.
Tegelijkertijd legde hij de basis voor zijn "Kulturmorphologie", die onder andere was beïnvloed door Oswald Spengler. Deze theorie beschouwt de verschillende kulturen als Organismen. Centraal staat het begrip "Paideuma", de "cultuurziel".
Deze theorie wordt tegenwoordig als verouderd beschouwd.
In 1925 verhuisde Frobenius naar Frankfurt en verwierf die stad de omvangrijke collecties van het "Institut für Kulturmorphologie" (nu: Frobenius-Institut). Een benoeming tot bijzonder hoogleraar aan de Johann Wolfgang Goethe-Universität In Frankfurt volgde in 1932. In 1934 werd Frobenius benoemd tot directeur van het volkenkundig museum in dezelfde plaats.

## Afrikaanse kunst (door Frobenius naar Europa gehaald)

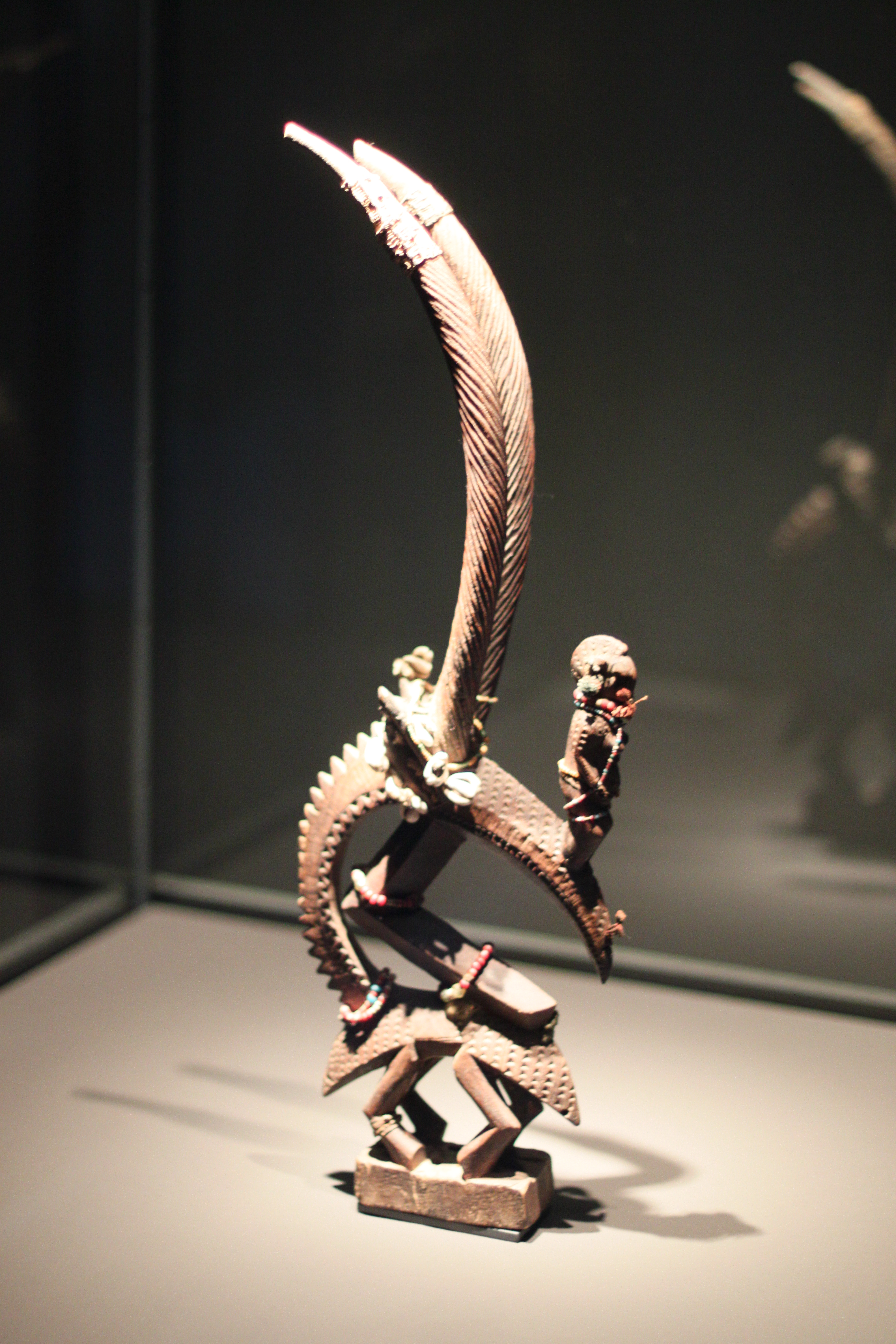
Masker Tyi wara (Mali)
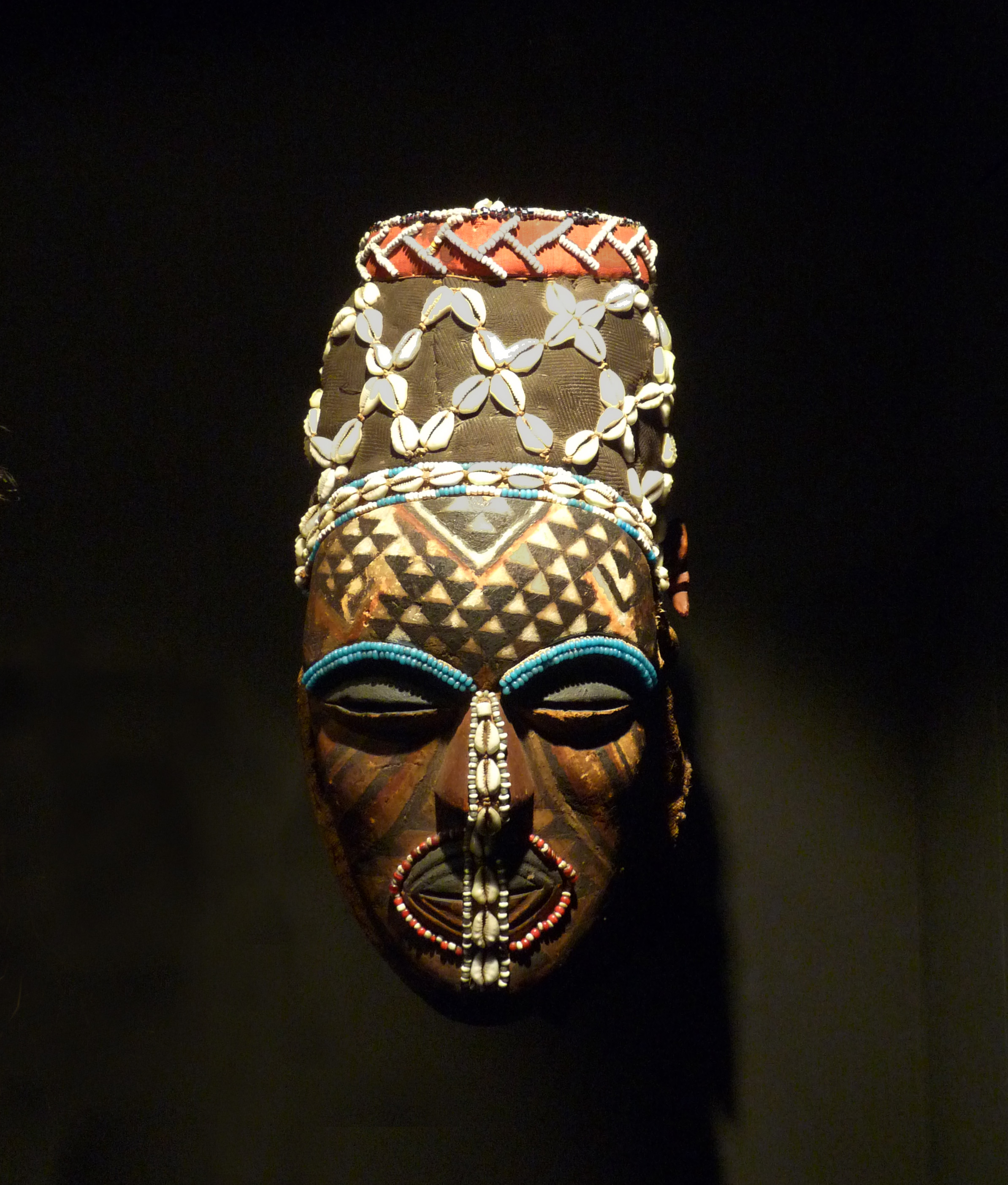
Kuba masker (Congo)
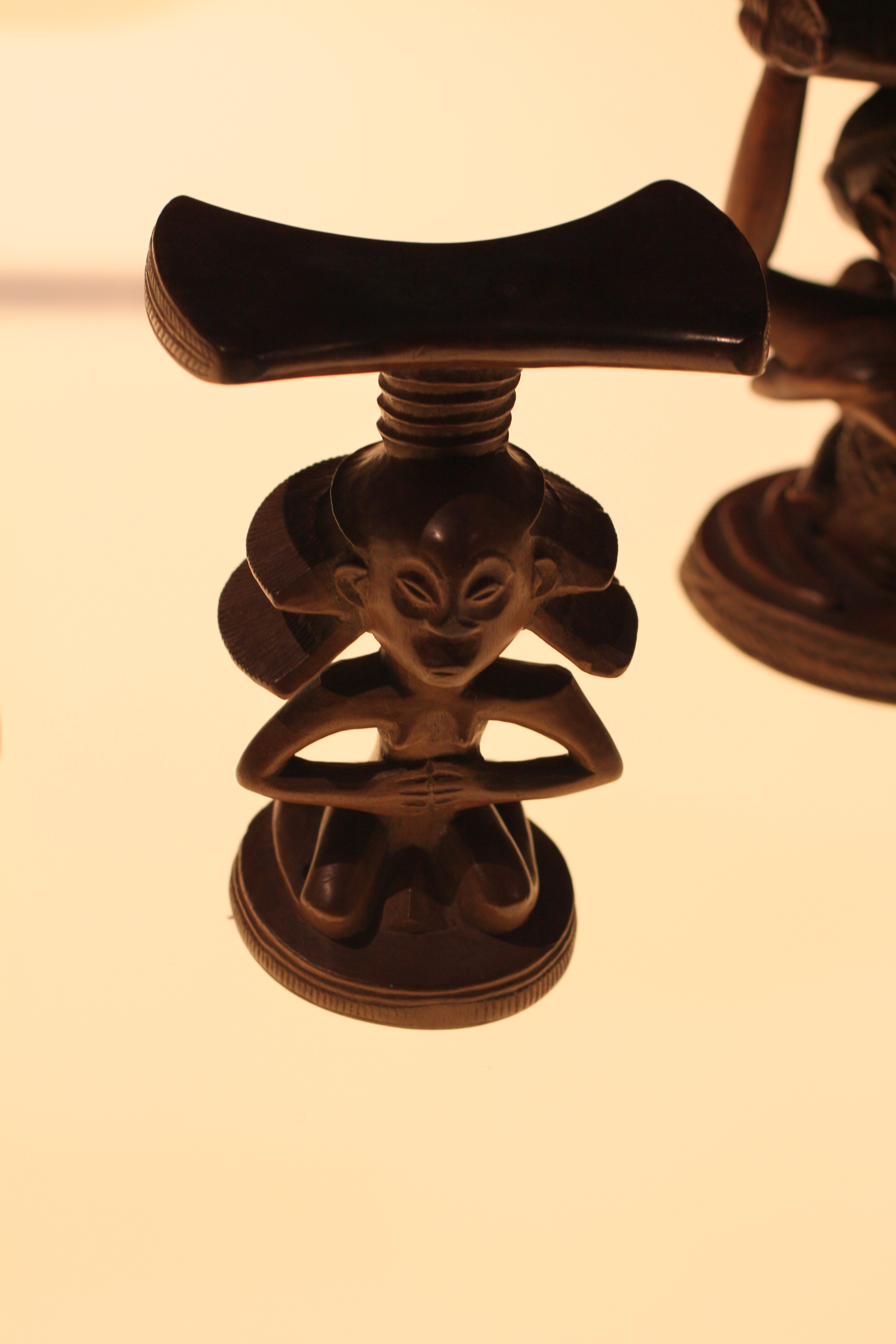
Luba (Congo)
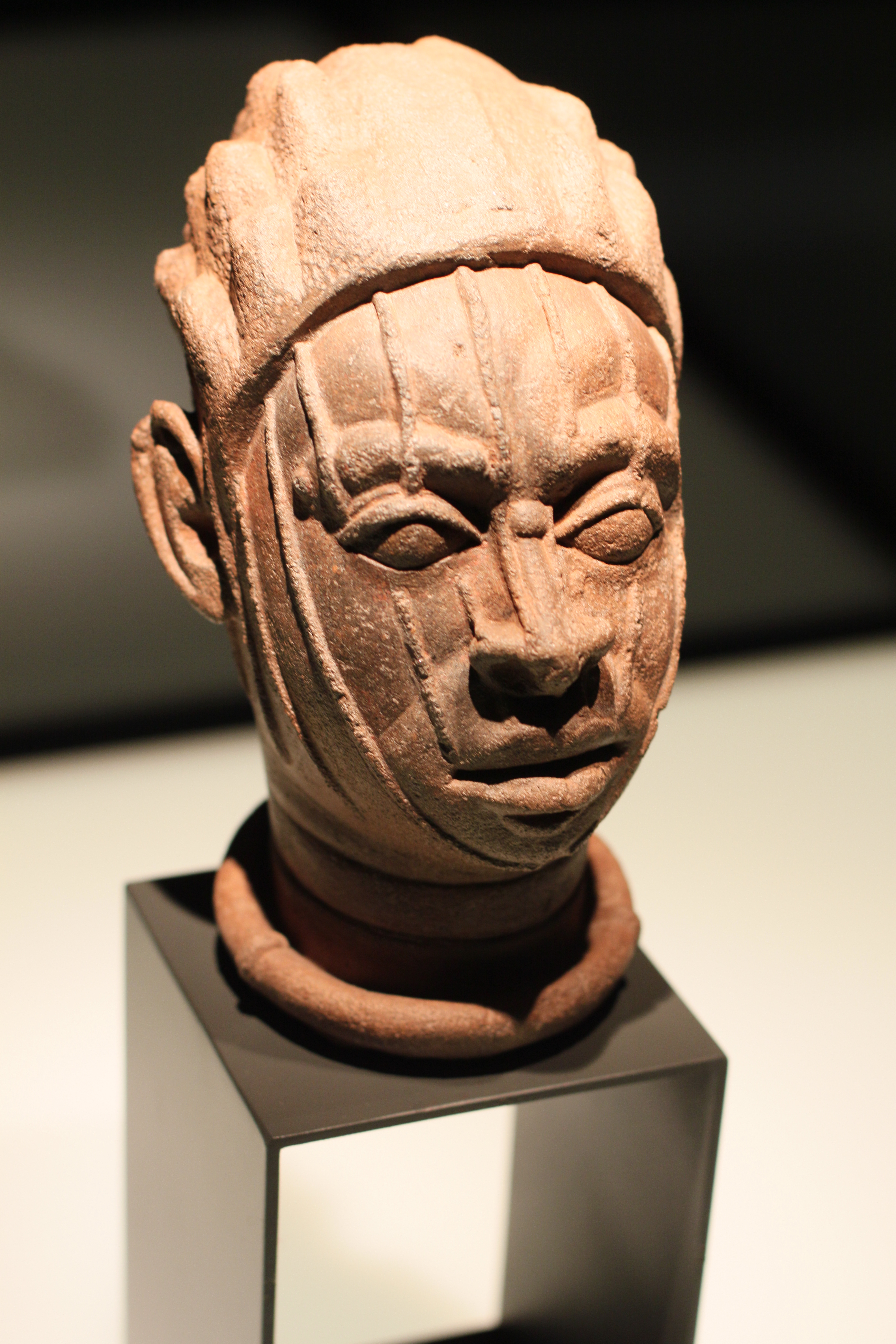
Ife (Nigeria)

## Betekenis
Frobenius geniet ook nu nog veel aanzien in vele Afrikaanse landen door zijn onderzoek naar de geschiedenis van Afrika.
Hij vormde een grote invloed op Léopold Sédar Senghor, een van de grondleggers van de Négritude. Deze schreef over Frobenius: " Hij heeft Afrika zijn waardigheid en identiteit teruggegeven". Anders dan de gangbare opvatting in zijn dagen beschouwde Frobenius de Afrikaanse cultuur en die van de Europeanen als gelijkwaardig.
Frobenius was ook de drijvende kracht achter een omvangrijke verzameling kopieën (circa 4700) van prehistorische rotsschilderingen. Deze bevindt zich vandaag de dag in Frankfurt in het Frobenius Instituut. Een van de kunstenaressen die deze kopieën in het veld vervaardigden was Elisabeth Pauli.